# Мангути
Мангути (монг. мангуд — букв. «монголи») — монгольський рід, що брав участь у походах Чингісхана. Представники того племені створили свою династію правителів у Бухарі та правили там у 1756—1920 роках. Назва мангут у джерелах зустрічається в різних формах: мангит, манкгут, мангхіт, мангкіт. Можливо, слово мангут походило від стародавнього звучання слова «монголи».

## Історія
На підставі даних Таємної історії монголів й «Алтан дебтер» («Золотої книги») можна відстежити історію виникнення мангутів від монгольського роду Борджигін. У XII столітті плем'я мангутів розселялось між борджигінами, які кочували Ононом, і було близьким сусідом забайкальських монголів-баргутів.